# Sayaka Matsumoto
Sayaka Matsumoto (ur. 5 grudnia 1982) – amerykańska judoczka. Olimpijka z Pekinu 2008, gdzie zajęła trzynaste miejsce w wadze ekstralekkiej.
Uczestniczka mistrzostw świata w 2001, 2003 i 2005. Startowała w Pucharze Świata w latach 2001 i 2003–2006. Siódma na igrzyskach panamerykańskich w 2003. Zdobyła cztery medale na mistrzostwach panamerykańskich w latach 2000–2006.

## Letnie Igrzyska Olimpijskie 2008
| Konkurencja | Rundy eliminacyjne | Repasaże          | Klas. końcowa |
| Konkurencja | 1/32               | Przeciwnik I      | Miejsce       |
| ----------- | ------------------ | ----------------- | ------------- |
| 48 kg       | Ryōko Tani (JPN) P | Wu Shugen (CHN) P | 13.           |